# فابيال بول
فابيال بول (بالألمانية: Fabian Boll)‏ (16 يونيو 1979 بباد برامشتيت في ألمانيا - ) هو لاعب كرة قدم ألماني في مركز الوسط. لعب مع نادي سانت باولي و وFC Eintracht Norderstedt 03 ‏.

## وصلات خارجية
- فابيال بول على موقع قاعدة بيانات كرة القدم.إي يو (الإنجليزية)
- فابيال بول على موقع بيانات كرة القدم. دي إي (الألمانية)
- فابيال بول على موقع عالم كرة القدم.نت (الإنجليزية)